# ハイブクリエーション
株式会社ハイブクリエーションは、ダーツ用品の販売並びにダーツマシンのレンタルを行う日本の企業。セガサミーグループの企業であり、ダーツライブの100%子会社。

## 概要
主にダーツアクセサリーの販売やダーツマシンのレンタルを手掛けている他、自社でダーツ大会の企画・運営も行っている。
セガホールディングス（後のセガグループ）が保有していたビーリンク全株式のマタハリーへの譲渡に伴い、2016年4月1日以降のセガサミーグループにおけるダーツアクセサリー販売事業やダーツマシンのレンタル事業はハイブクリエーションが一手に担うことになった。

## 沿革
- 2003年3月6日 - 日本キャピタル株式会社として設立。
- 2007年4月 - 商号を株式会社ハイブクリエーションへ変更。
- 2014年2月3日 - ダーツライブの100%子会社となる[3]。
- 2016年7月1日 - 大阪営業所開設。

## 店舗
ダーツハイブの店舗名で北海道、宮城県、福島県、関東地方、愛知県、福岡県、香港に店舗を展開している。